# 타이 유우키
타이 유우키(일본어: 泰勇気)는 일본의 성우, 연극 배우이다.

## TV 애니메이션
2002년
- 탑블레이드 V(케인)

2003년
- E'S OTHERWISE(쿠도 카이)
- D.C. 디카포(아사쿠라 쥰이치)

2004년
- 아즈사 돕겠습니다!(하루마키 슌페이)
- 스쿨 럼블(나라 켄타로)
- 마법소녀대 아루스(레논)
- 구슬대전 배틀 비드맨(그레이 마이클 빈센트)

2005년
- 코이코이7(타나카 테츠로)
- 천하통일 파이어 비드맨(그레이 마이클 빈센트)
- D.C. 디카포 세컨드 시즌(아사쿠라 쥰이치)
- UG 얼티메이트 걸(모로보시 마코토)

2006년
- 슈퍼로봇대전 OG 디바인 워즈(쿼브레 고든)
- 기프트 ~eternal rainbow~(아마미 하루히코)
- 고스트 헌트(시부야 카즈야)
- 슈발리에(데온 드 보몽)

2007년
- 수신연무(호우세이)
- 프리즘 아크(아크티)
- ef - a tale of memories. -(츠츠미 쿄스케)
- 수장기공 단쿠가 노바(조니 버넷)

2011년
- 이나즈마 일레븐 GO(카리야 마사키)

2013년
- 다마고치! 미라클 프렌즈(닥터 퓨처)

2014년
- GO-GO 다마고치!(닥터 퓨처)